# Renato Santarossa
Renato Santarossa (* 20. Mai 1943 in Bozen, Italien) ist ein italienischer Künstler, der Glasbilder und -skulpturen schuf.

## Leben

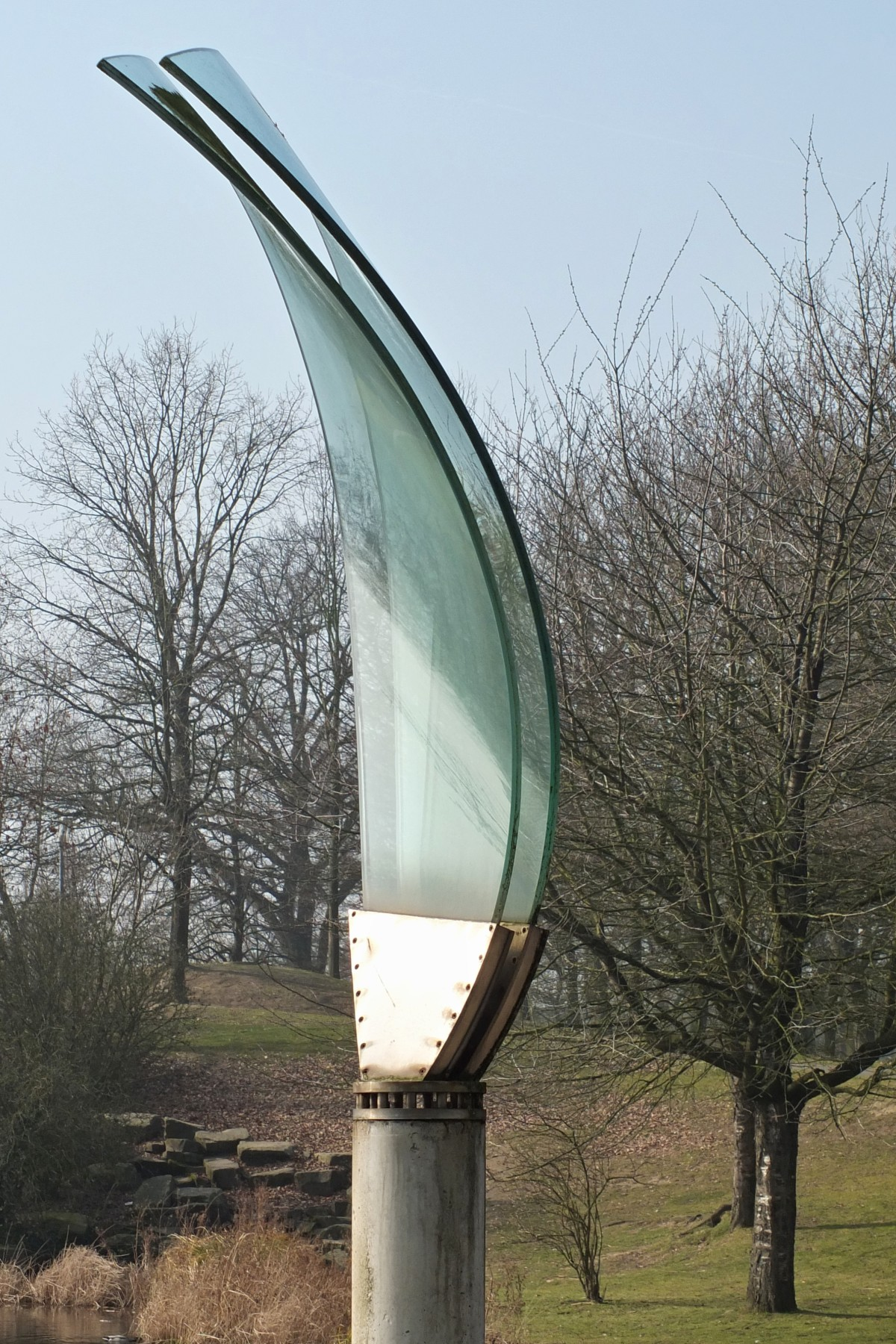
Stele Guizzo von Renato Santarossa im Stadtsee Kaarst (1995)

Renato Santarossa war bis 1969 in seinem erlernten Beruf als Bauingenieur in Italien und Deutschland tätig und beschäftigte sich nebenbei intensiv mit der Gestaltung formaler Strukturen. Im Laufe der Jahre begann er, seine Ideen forciert als Glasarbeiten zu realisieren. Ausstellungen seiner Glasskulpturen und Wandbilder erfolgten vor allem in Deutschland, Frankreich, Schweiz, Niederlande, Italien, aber auch Japan und USA. Seine Werke sind in öffentlichen Sammlungen, auf öffentlichen Plätzen, in Kirchen, Museen, Galerien und Kunstsammlungen zu sehen.
Heute lebt und arbeitet er als freischaffender Künstler in Düsseldorf.

## Installationen
- 1982 Sistema Modulare, artothek Köln
- 1984 Raumzeit Galerie Vahynger
- 1986 Installation by Galerie Trois Geneve (CH) "Sotto il segno dei pesci"
- 1986 Utopoli Genf
- 1988 Intermezzo im Kunstmuseum Düsseldorf
- 1988 Offenbarung Rivelazione
- 1989 il sole si è inserito tra terra e luna
- 1990 Installation "Pandora ...letzte chanche" by "Neues Glas in Europa", Kunst Museum Düsseldorf (D)
- 1991 Installation "la tavola rotonda" by Espace Duchamp-Villon for Int.Expo de verre - Rouen (F)
- 1997 Installation "Land,Sea,Horizontal.." by Artist in Residence Guernsey (GB)
- 2002 Zen di luce
- 2004 Installation "Glück auf...mein Herz", Oberhausen, Schloss Museum Ludwig (D)
- 2010 Installazione "Vino al vino ...", Sovana (I)
- 2011 Installazione sculture, Palazzo Bru Zane, Venedig

## Ausstellungen
- 1978 Studio Zimmer&Kellermann / Düsseldorf (D)
- 1979 Abitare / Köln (D)
- 1980 Galerie Seestrasse / Rapperswill (CH)
- 1981 Glas Galerie Lucerna (CH), Galleria Bitterlin / Basilea (D), Galerie Eo Kröger Kirchheim Teck (D)
- 1982 Artothek / Köln (D), Galerie Passmann / Freiburg (D)
- 1983 Galerie im Theater / Esslingen (D), Galerie Gold&Seide / Solingen (D), Tecno / Düsseldorf (D), Kunstverein Heidenheim (D)
- 1984 Galerie Vayhinger / Radolfzell (D), Studio Eisenreich / Düsseldorf (D), Galerie Ventzki / Göppingen (D), Galleria Spatia / Bolzano (I), Galerie Krohn / Badenweiler (D)
- 1985 Galerie Nanky de Vreeze / Amsterdam (NL), Rathaus Galerie Euskirchen (D), Galerie Clara Scremini / Paris (F)
- 1986 Landesmuseum Oldenburg (D), Galleria Museo " Arge Kunst " / Bozen (I), Galerie Trois / Genf (CH), Galerie Vayhinger / Radolfzell (D), Ecole des Arts Decoratifs / Genf (CH)
- 1987 Galerie Clara Scremini / Parigi (F), "One Man Show", Stockholm, Art Fair / Stoccolma (S), Galerie Nanky de Vreeze / Amsterdam (NL), Galerie Ventzky / Göppingen (D)
- 1988 "Intermezzo", Kunstmuseum Düsseldorf (D), Galerie Döbele / Stuttgart (D), Istituto Italiano di Cultura / Colonia (D), Stadt Galerie Wendlingen (D)
- 1989 Galerie Clara Scremini / Paris (F)
- 1990 Galerie Trois / Genf (CH)
- 1991 Galerie Clara Scremini / Parigi (F), Galerie Nanky de Vreeze / Amsterdam (NL)
- 1993 Galerie Ilka Klose / Würzburg (D)
- 1995 Galerie de Vreeze Amsterdam (NL)
- 1996 Artist in Residence / Guernsey Gallery / Guernsey (GB), Stadt Museum Singen (D), GlasTec / Düsseldorf (D)
- 1998 Galerie Abat-Wirsam / Gießen (D)
- 1999 Galleria della Cittá Fiume / Veneto (I)
- 2003 Kunstraum Seidenfabrik / Langenfeld (D)
- 2004 Artist in Residence / Guernsey Galerie / Guernsey (GB)
- 2006 Rathaus Galerie / Weiden (D)
- 2007 LI Art Galleria / Rom (I)
- 2009 Galerie LandArt / Grevenbroich (D)
- 2010 Galerie "Im Turm" / Solingen (D)
- 2011 LaMaison / Rieti (I)
- 2013 Glasmuseum Frauenau (D)
- 2021 Glasmalerei-Museum Linnich (D)

## Auszeichnungen
- 1973 1. Preis für "Freie Plastik Urbanisation Bittermark", Dortmund (D)
- 1979 Staatspreis für das Kunsthandwerk in Nordrhein-Westfalen im Werkbereich "Glas und Farbe" (D)
- 1984 1. Preis des Europarates in Strasbourg (F), "Verre contemporain en Europe"
- 1985 Sonderpreis für "Anwendung von Floatglas im Kunstbereich", Zweiter Coburger Glaspreis für moderne Glasgestaltung in Europa (D)

## Publikationen
- Licht Schatten Transparenz, Deutsche Verlags-Anstalt GmbH, Stuttgart 1996. ISBN 978-3421031242 (Kunstband, 215 Seiten, gebunden)